# Providencia (Nariño)
Providencia es un municipio colombiano ubicado en el departamento de Nariño. 
Posee bajo su jurisdicción el centro poblado: Guadrahuma.

## Geografía

### Término municipal
Limita por el norte con los municipios de Samaniego y Guaitarilla, por el sur con Guaitarilla y Túquerres, por el este con Samaniego y por el oeste con Santacruz y Túquerres.